# Stazione di Leamington Spa
La stazione di Leamington Spa (in inglese Leamington Spa railway station) è la principale stazione ferroviaria di Leamington Spa, in Inghilterra.